# Maranthes
Maranthes é um género botânico pertencente à família Chrysobalanaceae.

## Espécies
Composto por 13 espécies:
| - Maranthes aubrevillei - Maranthes chrysophylla - Maranthes corymbosa - Maranthes floribunda - Maranthes gabunensis - Maranthes glabra - Maranthes goetzeniana | - Maranthes kerstingii - Maranthes multiflora - Maranthes panamensis - Maranthes polyandra - Maranthes robusta - Maranthes sanagensis |